# Mount Bursik
Mount Bursik ist der Hauptgipfel der Soholt Peaks in der Heritage Range, dem südlichen Teil des antarktischen Ellsworthgebirges. Mit 2500 m Höhe ist er der höchste Gipfel der Heritage Range.
Mount Bursik wurde vom United States Geological Survey im Rahmen der Erfassung des Ellsworthgebirges in den Jahren 1961–66 durch Vermessungen vor Ort und Luftaufnahmen der United States Navy kartografiert. Das Advisory Committee on Antarctic Names benannte den Berg 1966 nach Captain Vlada Don Bursik (1918–1973) von der United States Navy. Bursik war 1966 Deputy Commander der Marineeinheiten, die zur Unterstützung der Operation Deep Freeze in der Antarktis eingesetzt wurden.